# Società Ginnastica Gallaratese 1948-1949
Questa voce raccoglie le informazioni riguardanti la Società Ginnastica Gallaratese nelle competizioni ufficiali della stagione 1948-1949.

## Rosa
| N. |                   | Ruolo | Calciatore        |
| -- | ----------------- | ----- | ----------------- |
|    | Italia (bandiera) | A     | Baiocchi          |
|    | Italia (bandiera) | C     | Marco Barbot      |
|    | Italia (bandiera) | C     | Umberto Boniardi  |
|    | Italia (bandiera) | A     | A. Brena          |
|    | Italia (bandiera) | P     | Fernando Casirago |
|    | Italia (bandiera) | A     | T.L. Colombo      |
|    | Italia (bandiera) | C     | Gino Cortellezzi  |
|    | Italia (bandiera) | A     | G. Galbersanini   |

| N. |                   | Ruolo | Calciatore         |
| -- | ----------------- | ----- | ------------------ |
|    | Italia (bandiera) | C     | Gandini            |
|    | Italia (bandiera) | D     | Gian Emilio Piazza |
|    | Italia (bandiera) | D     | Umberto Pinardi    |
|    | Italia (bandiera) | C     | B. Romita          |
|    | Italia (bandiera) | A     | Tacchi             |
|    | Italia (bandiera) | C     | D. Triulzi         |
|    | Italia (bandiera) | A     | G. Veneri          |